# Paseh Kidul
Paseh Kidul is een bestuurslaag in het regentschap Sumedang van de provincie West-Java, Indonesië. Paseh Kidul telt 3563 inwoners (volkstelling 2010).